# Hans-Dieter Paulo
Hans-Dieter Paulo (* 29. November 1956 in Spremberg; † 24. Mai 2021 in Cottbus) war ein deutscher Fußballspieler im Sturm. Er spielte für die BSG Energie Cottbus in der DDR-Oberliga.

## Karriere
Paulo spielte in seiner Jugend von 1963 bis 1971 bei seinem Heimatverein BSG Turbine Spremberg und anschließend in den Jugendabteilungen der BSG Aktivist Schwarze Pumpe, bei der er bis 1978 blieb. Danach ging er im Rahmen seines Wehrdienstes zur ASG Vorwärts Kamenz, bevor er 1980 für eine Saison zur BSG Aktivist Schwarze Pumpe zurückkehrte. 1981 wurde Paulo vom Oberligisten BSG Energie Cottbus verpflichtet. Er debütierte am 22. August 1981, als er am 1. Spieltag bei der 0:5-Niederlage gegen Rot-Weiß Erfurt in der Startelf stand. Sein erstes Tor gelang ihm am 24. Oktober 1981 (8. Spieltag) gegen den BFC Dynamo. Bereits in seiner ersten Saison 1981/82 verpasste Paulo nur ein Ligaspiel und erzielte in den 25 absolvierten Partien fünf Tore. Gleichzeitig gelangen ihm im FDGB-Pokal 1981/82 drei Treffer in vier Spielen. Nach dem Abstieg in die zweitklassige DDR-Liga wurde er 22 Mal eingesetzt, konnte dabei allerdings nur zwei Tore erzielen. 1983/84 war Paulo mit zwölf Toren in 19 Spielen wieder deutlich erfolgreicher. Diesen Trend setzte er 1984/85 mit 33 Spielen und neun Treffern sowie 1985/86 mit zehn Toren in 29 Partien fort. Nach dem Aufstieg 1986 kam Paulo in der Saison nur noch auf elf Einsätze, in denen er zwei Tore schoss. 1987 kehrte er für zwei Spielzeiten zur BSG Aktivist Schwarze Pumpe zurück. Er kam jedoch nur noch sporadisch zum Einsatz und absolvierte in den zwei Jahren nur acht Partien (zwei Tore) in der DDR-Liga. 1989 wechselte er zu seinem Jugendverein BSG Turbine Spremberg, der sich 1990 in SC Spremberg 1896 umbenannte. Dort blieb Paulo bis 1996 und wurde anschließend für eine Saison Cheftrainer. Anschließend wirkte er als Spielertrainer beim SC Spremberg 1896, bis er im Jahr 2000 seine Karriere beendete. Am 24. Mai 2021 verstarb Hans-Dieter Paulo im Alter von nur 64 Jahren in Cottbus.